# Ruja Ignatova

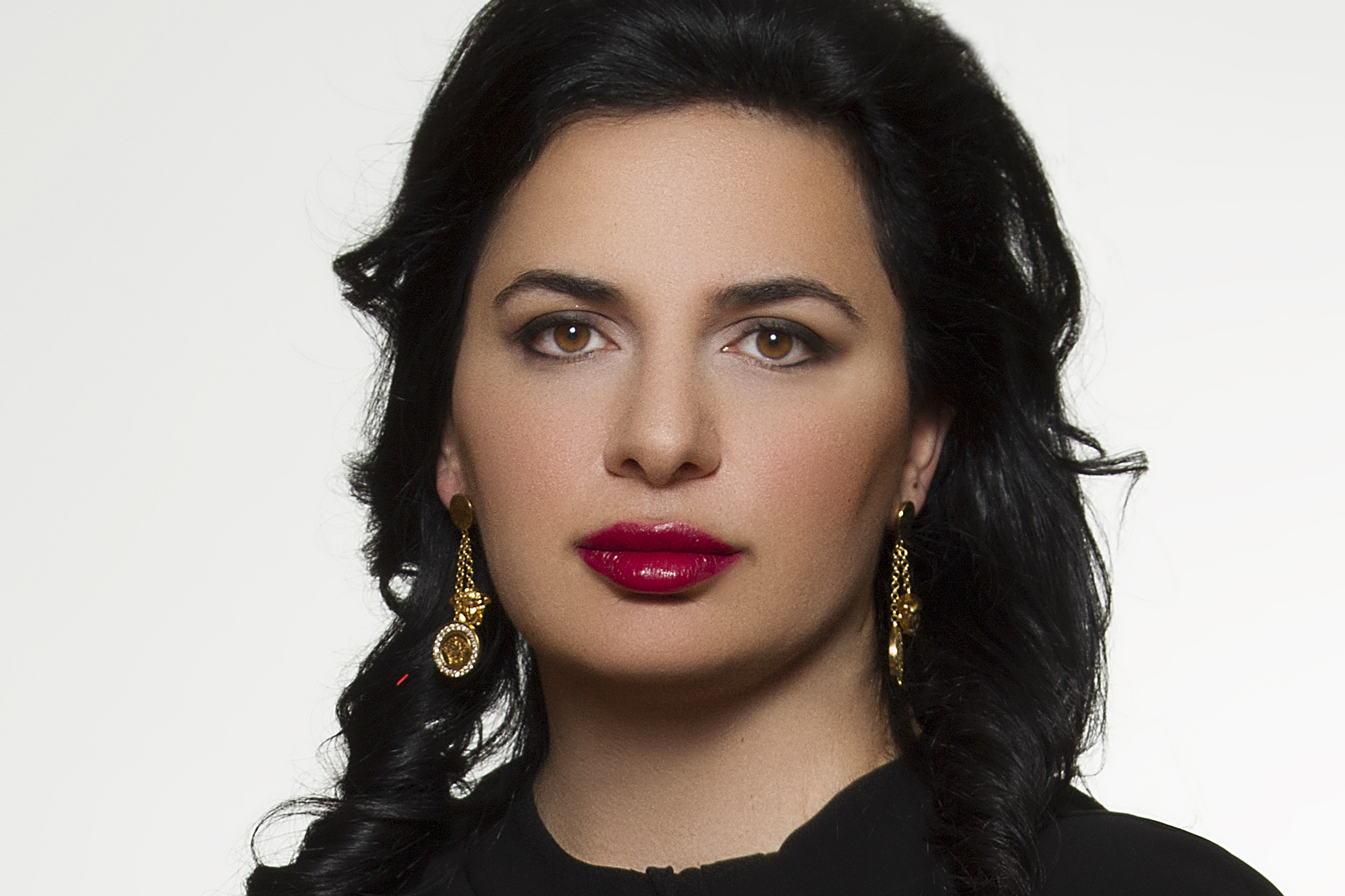
Ruja Ignatova (2015)

Ruja Ignatova (bulgarisch Ружа Пламенова Игнатова Ruscha Plamenowa Ignatowa; * 30. Mai 1980 in Russe, Bulgarien) ist eine als Betrügerin verurteilte Deutsche, deren bulgarische Staatsbürgerschaft aberkannt wurde. Sie tauchte 2017 unter.
Bekannt wurde sie durch OneCoin, eine vorgebliche Kryptowährung, die durch ein Schneeballsystem vertrieben wurde.
Anfang 2019 wurde Ignatova in den USA wegen Telekommunikationsbetrugs, Wertpapierbetrugs und Geldwäsche in Abwesenheit verurteilt. Ihr Aufenthaltsort ist unbekannt. Sie wird vom FBI als eine der zehn meistgesuchten Flüchtigen mit internationalem Haftbefehl gesucht. Auch Europol zählt sie zu den meistgesuchten Flüchtigen. (Stand Juni 2024)

## Leben
Ruja Ignatova wurde im Mai 1980 als Kind von Plamen Ignatov und Veska Ignatova in eine bulgarische Roma-Familie geboren. Ignatovas Vater war Ingenieur, die Mutter Lehrerin.
Ihr Bruder ist Konstantin Ignatov. Als sie zehn Jahre alt war, wanderte die Familie nach Deutschland aus und ließ sich in Schramberg im Schwarzwald nieder. Ruja war eine sehr gute Schülerin und übersprang in der Grundschule und im Gymnasium jeweils eine Klasse. 1999 machte sie am Gymnasium in Schramberg ein sehr gutes Abitur. Anschließend erhielt sie ein Studienstipendium der Konrad-Adenauer-Stiftung und studierte Rechtswissenschaft an der Universität Konstanz.
2005 wurde sie dort promoviert. Sie heiratete während ihrer Zeit in Konstanz einen Kommilitonen.
Laut eigenem Lebenslauf erhielt sie zudem 2004 einen Abschluss in Rechtswissenschaften der Universität Oxford mit dem Titel „Magister Juris in European and Comparative Law“ sowie einen Master-Abschluss der Wirtschaftswissenschaften der Fern-Uni Hagen. Laut eigener Angaben war sie Beraterin bei McKinsey & Company und Leiterin eines bulgarischen Vermögensfonds. Mit zunehmendem Erfolg von OneCoin pflegte sie einen luxuriösen Lebensstil, investierte in englische und bulgarische Luxusimmobilien, zum Beispiel im Schwarzmeerort Sosopol, und veranstaltete Partys auf ihrer Luxusyacht Davina, bei denen Künstler wie Bebe Rexha und Tom Jones auftraten. Bei großen Werbeauftritten erschien sie in teuren Kleidern. Selbst nannte sie sich „Cryptoqueen“.
2016 wurde Ignatovas Tochter geboren. Ihr früherer Ehemann ist Rechtsanwalt. 2022 wurde bekannt, dass ihre bulgarische Staatsbürgerschaft aberkannt wurde. Ruja Ignatova spricht fließend Deutsch, Englisch, Russisch und Bulgarisch.
Es wird berichtet, dass sie sich nach ihrem Untertauchen 2017 kosmetischer Operationen unterzog, um ihre Identität zu vertuschen.

## Wirtschaftliche Aktivitäten

### Gusswerk Waltenhofen (2010–2012)
Im Jahr 2010 kauften Ruja Ignatova und ihr Vater Plamen Ignatov ein Gusswerk in Waltenhofen im Allgäu (bei Kempten), welches zuvor Insolvenz angemeldet hatte.
Als sie die Firma 2012 an Rudolf Keller weiterverkauften, meldete dieser bereits vier Tage später erneut Insolvenz an, wodurch 160 Arbeitsplätze verloren gingen.
Vor dem Weiterverkauf hatte Ruja Ignatova Mittel der Firma abgezweigt und Wirtschaftsgüter zu eigenem Vorteil veräußert (der Transport einer Alugussanlage nach Bulgarien konnte von Mitarbeitern verhindert werden). Im Oktober 2016 verurteilte das Amtsgericht Augsburg Ruja Ignatova wegen Insolvenzverschleppung, Betrugs und Verletzung der Buchhaltungspflicht zu einer Geldstrafe sowie Bewährungsstrafe von 14 Monaten.

### BigCoin (2013)
Im Jahr 2013 war sie an einem Multi-Level-Marketing-Betrug namens „BigCoin“ beteiligt.

### OneCoin (2013–2017)

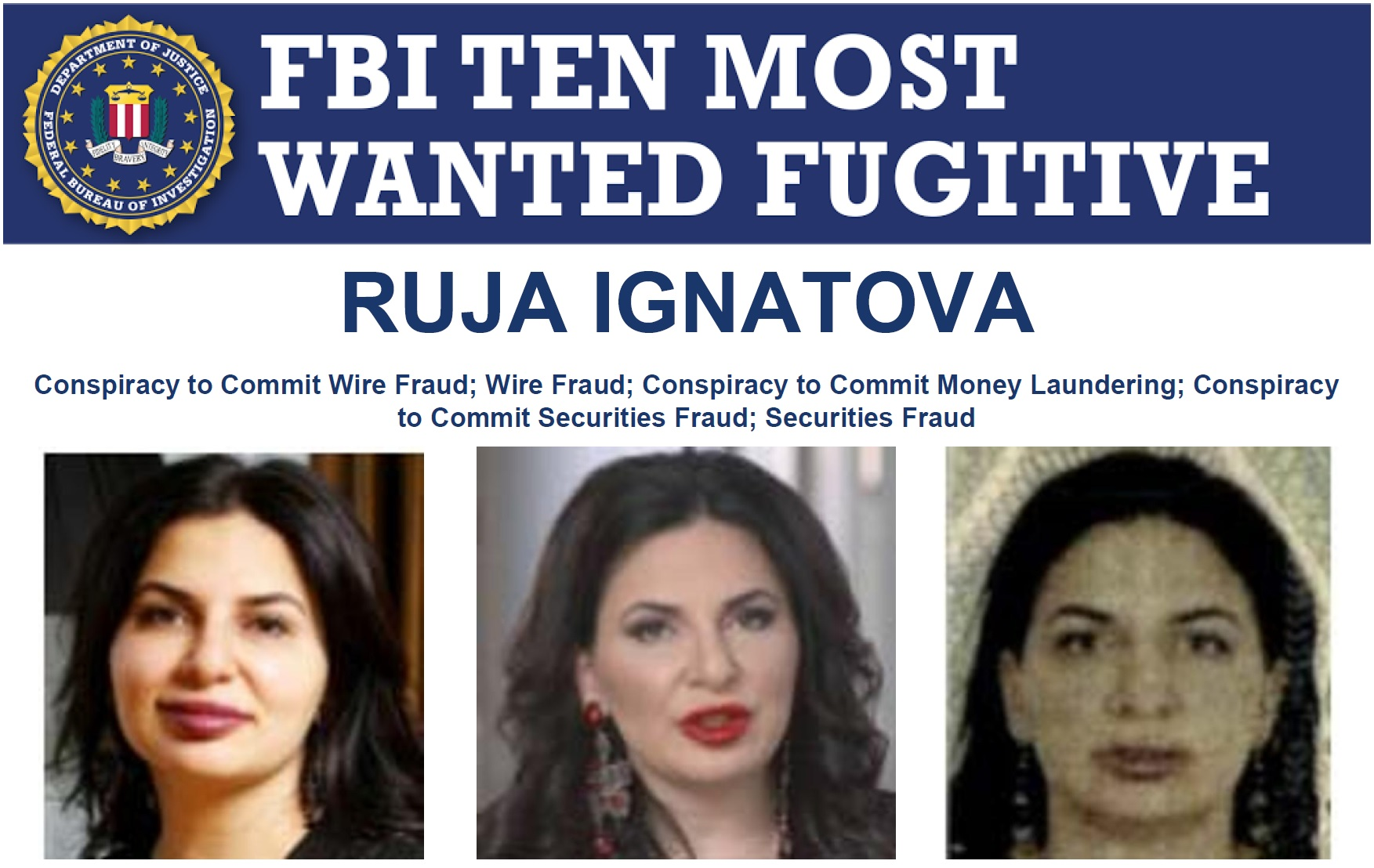
FBI-Suchplakat

Ruja Ignatova gründete zusammen mit Sebastian Greenwood die Kryptowährung OneCoin und die zugehörige Firma OneCoin Ltd mit Sitz in Dubai, die per Schneeballsystem international vertrieben wurde. Über Netzwerk-Marketing, soziale Medien und illustre Veranstaltungen wurden OneCoin-Pakete an Privatleute in China, Deutschland, dem Vereinigten Königreich, den USA, Hongkong, Indien, Uganda und vielen anderen Ländern verkauft.
Ignatovas Verschwinden wurde öffentlich, als sie zu einem Investorentreffen im Oktober 2017 in Lissabon nicht erschien.
Zuletzt gesehen wurde sie, als sie am 25. Oktober 2017 von Sofia nach Athen flog. Seitdem gilt sie als unauffindbar. Bis zu seiner Verhaftung am 6. März 2019 in Los Angeles übernahm ihr Bruder Konstantin Ignatov die Geschäftsführung von OneCoin.
Gegen Ruja Ignatova und OneCoin wird weltweit von mindestens 20 Strafverfolgungsbehörden ermittelt, mehr als 4 Milliarden Dollar sollen Anleger verloren haben. Seitens der Ermittler wird auch in Betracht gezogen, dass sie auf Veranlassung von Geschäftspartnern aus dem Kreis der Organisierten Kriminalität getötet wurde.
Als Folge der Betrugsvorwürfe und Ermittlungen durch die zuständige Bundesanstalt für Finanzdienstleistungsaufsicht wurde 2017 ein Verbot von OneCoin, eine Beschlagnahmung der deutschen Bankkonten sowie eine Rückabwicklung aller Geschäfte verfügt. Parallele Ermittlungen des FBI führten zu einer Anklage vor einem New Yorker Gericht, welches sie in Abwesenheit wegen Telekommunikationsbetruges, Wertpapierbetruges und Geldwäsche verurteilte. Da sie sich seit 2017 der Öffentlichkeit und damit auch ihrer Verhaftung entzieht, wird sie seit 2022 auf der Liste der zehn meistgesuchten Verbrecher des FBI geführt. Mitgründer Sebastian Greenwood wurde 2023 in den Vereinigten Staaten u. a. wegen Betrugs zu einer Gefängnisstrafe von 20 Jahren verurteilt.

## Verfilmungen
Ende 2020 wurde eine Verfilmung der Geschichte um OneCoin unter dem Namen Fake! mit Kate Winslet in der Hauptrolle angekündigt.
Die Sender Sky Deutschland und Channel 4 produzieren mit Tondowski Films, DARE Pictures sowie der Produktionsfirma Fremantle die Dokumentarserie Crypto Queen in drei Teilen.
Unter dem Titel Die Kryptoqueen – Der große OneCoin-Betrug entstand 2022 eine 90-minütige Investigativ-Doku als Koproduktion von a&o Filmproduktion Köln mit WDR in Zusammenarbeit mit ARTE. Deren Regisseur Johan von Mirbach drehte parallel eine klassische True-Crime-Serie aus vier kürzeren Folgen, die sich mit der Person Ruja Ignatova beschäftigt. Unter dem Titel Die Kryptoqueen – die Serie wurde sie ab dem 5. November 2022 in der ARD Mediathek gesendet. 2024 entstand mit Kill Bitcoin! Die Kryptoqueen und ihr OneCoin-Betrug eine weitere dreiteilige Doku-Reihe über Ruja Ignatova und OneCoin. Die Serie startete am 27. Mai 2024 auf Sky Crime.
In der Reihe Panorama der BBC One entstand 2024 die Dokumentation The Missing Cryptoqueen: Dead or Alive?, die neben dem Verbleib von Ignatova auch der Frage nach den vielen Vermissten und Toten in ihrem Umfeld nachging.

## Veröffentlichungen
- Art. 5 Nr. 1 EuGVO – Chancen und Perspektiven der Reform des Gerichtsstands am Erfüllungsort. Frankfurt am Main 2005, ISBN 9783631542880